# 상무체육관
상무체육관(尙武體育館)은 대한민국 경기도 성남시 수정구 창곡동에 위치했던 체육관이다. 대한민국 국방부가 국군체육부대 소속 대원의 훈련을 위해 설립했으며, 1986년 서울 아시안 게임과 1988년 서울 하계 올림픽 때에는 레슬링 경기장으로 사용했었다. 2007년 4월에 대한민국 국방부가 위례신도시 개발을 위하여 경기도 성남시에 위치했던 국군체육부대 본부를 경상북도 문경시로 이전하기로 결정함에 따라 철거되었다.

## 참고 자료
- 1988 Summer Olympics official report. 보관됨 2008-11-18 - 웨이백 머신 Volume 1. Part 1. p. 192.